# سبيس (نادي ليلي)
سبيس (/ˈspeɪs/, تلفظ بالإسبانية: ‎/esˈpeis/‏, النطق الكتالاني : [əsˈpejs]) كان عبارة عن ملهى ليلي عملاق موجود في جزيرة إيبيزا، إسبانيا ظل يعمل ما بين 1986 إلى 2016 ومملوك لـSTANCA. مُنح لقب «أفضل نادي عالمي» في جوائز موسيقى الرقص الدولية في 2005 و2006 و2012 و2013 و2014. كان يقع في Playa d'en Bossa على مشارف مدينة إيبيزا، تحديدا بالقرب من المطار.